# Bengt Oxenstierna (1591–1643)
Bengt Oxenstierna, född 19 oktober 1591 på Frösvik, Östra Ryds socken, död 9 juni 1643 i Riga, var svenskt riksråd och diplomat.
På grund av sina färder till avlägset belägna länder har han blivit omtalad som Resare-Bengt, bland annat i en biografi av Sven Hedin, men benämningen är känd först från 1700-talets slut.

## Biografi
Han var son till Bengt Gabrielsson (Oxenstierna) och Brita Posse född i adelsätten Posse.
Bengt Oxenstierna vistades 1607–13 på resor i Tyskland (bl. a. studerade han i Rostock, Jena och Wittenberg), Polen och Italien, samt gjorde sistnämnda år en färd till Palestina, men måste utplundrad av rövare återvända till Italien, där han tog tjänst hos storhertigen av Toscana.
1616 begav han sig på nytt österut, och nådde under stora penningsvårigheter genom Mindre Asien till Aleppo, Bagdad och slutligen Isfahan, den förste svensk som veterligen besökt Persien. Efter att en tid ha varit i tjänst hos shah Abbas I fortsatte han 1618 till Ormuz, varifrån han tänkte resa till Indien, men nödgades återvända över Shiraz till Isfahan. Efter en ny rundtur över Bagdad, Aleppo, Palestina och Egypten nådde han 1619 Venedig och återkom 1620 till Sverige.
1621 sändes han på diplomatiskt uppdrag till Venedig. Han deltog under de närmast följande åren i kungens härfärder eller var på diplomatiska beskickningar. 1627 blev han överste stallmästare, var 1632–33 guvernör i Augsburg, blev 1634 generalguvernör i Livland och Ingermanland, samma år riksstallmästare, samt 1641 riksråd.
Han var från 1633 gift med Margareta Brahe i hennes första äktenskap.
Bengt Oxenstierna ligger begravd i Jäders kyrka.